# Západní Špicberk
Západní Špicberk (norsky Spitsbergen) je s rozlohou 37 673 km² největší ostrov Špicberk a zároveň se jedná o největší ostrov Norska. Nejvyšším bodem ostrova je Newtontoppen (1713 m). Na ostrově leží hlavní město Špicberků Longyearbyen, další sídla jsou Barentsburg, Ny-Ålesund a Sveagruva. Žije zde 2 884 obyvatel.

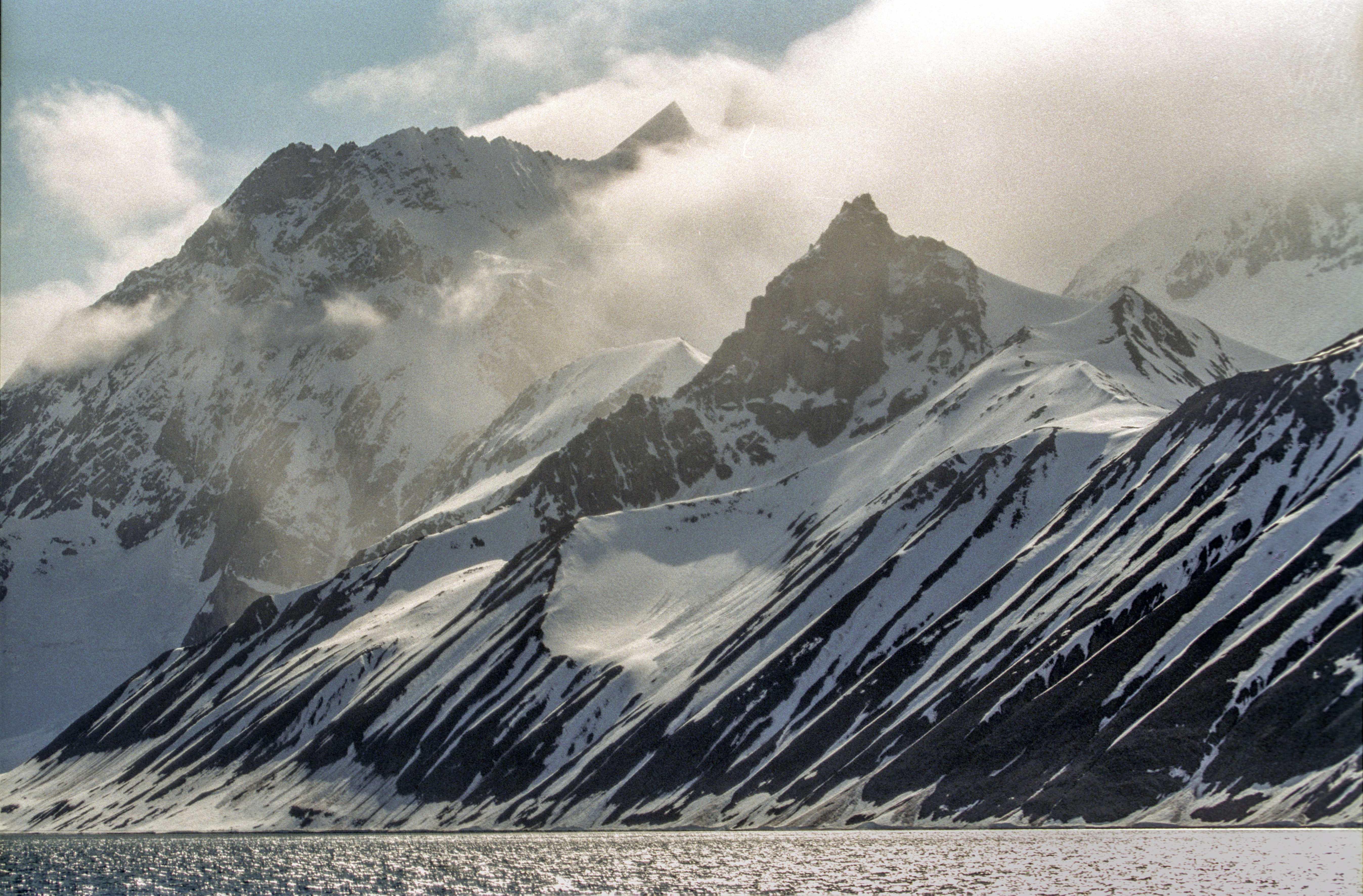
Hory
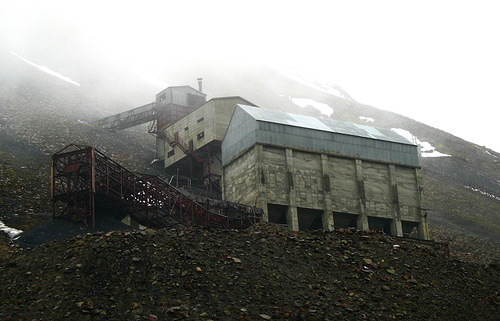
Bývalý uhelný důl v údolí Adventdalen poblíž Longyearbyen
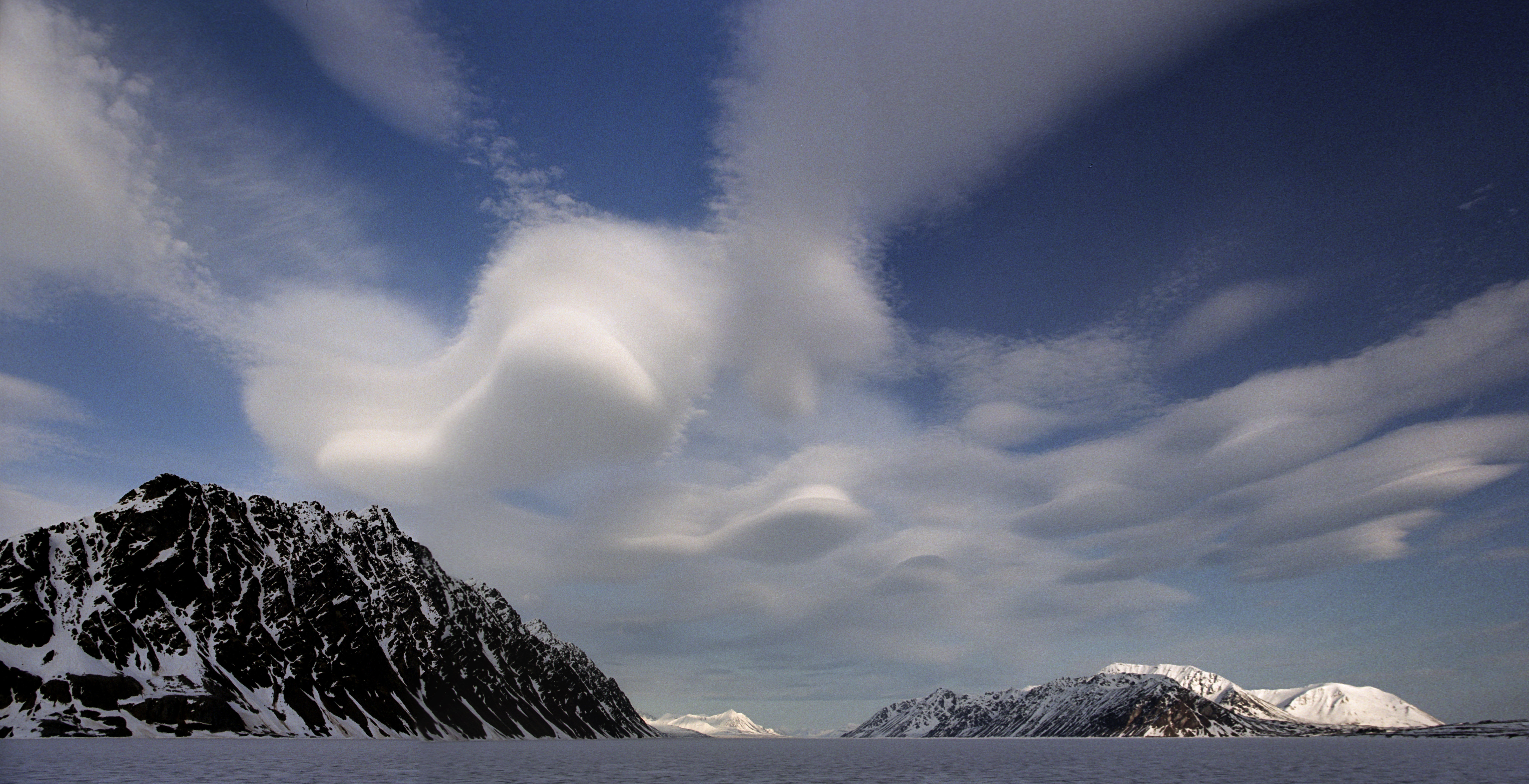
Fjord Lilliehöökfjorden